# Slavná invaze medvědů na Sicílii
Slavná invaze medvědů na Sicílii (La Fameuse Invasion des ours en Sicile, La famosa invasione degli orsi in Sicilia) je francouzsko-italský animovaný film z roku 2019, který režíroval Lorenz Mattotti podle stejnojmenné povídky Dina Buzzatiho. Snímek měl světovou premiéru dne 21. května 2019 na filmovém festivalu v Cannes v sekci Un certain regard.

## Děj
Lovci unesou medvídě Tonia, syna krále Leontia. Při jeho hledání se medvědi rozhodnou opustit své hory, vtrhnout na Sicílii a postavit se tyranskému velkovévodovi.

## Dabing postav
| Leïla Bekhti         | Almerina                              |
| Thomas Bidegain      | Gedeone                               |
| Jean-Claude Carrière | starý medvěd                          |
| Boris Rehlinger      | kouzelník De Ambrosis / medvěd Babbon |
| Thierry Hancisse     | Léonce, medvědí král                  |
| Jacky Nercessian     | medvěd Salpêtre                       |
| Arthur Dupont        | Tonio, medvědí princ                  |
| Pascal Demolon       | velkovévoda                           |
| Beppe Chierici       | Théophile                             |
| Lorenzo Mattotti     | Troll, hostinský                      |

## Ocenění
- César: nominace na nejlepší animovaný celovečerní film